# Caitlin Cronin
Caitlin Cronin (Brisbane, 22 de março de 1995) é uma remadora australiana, medalhista olímpica.

## Carreira
Cronin conquistou a medalha de bronze nos Jogos Olímpicos de Verão de 2020 em Tóquio com a equipe da Austrália no skiff quádruplo feminino, ao lado de Ria Thompson, Rowena Meredith e Harriet Hudson, com o tempo de 6:12.08.